# Nórida Rodríguez
Nórida Rodríguez (Villavicencio, 19 de marzo de 1967) es una abogada, gestora cultural y actriz colombiana de televisión, teatro y cine. Desde mayo de 2023 hasta abril de 2024 fue la gerente de Radio Televisión Nacional de Colombia.
Pasó sus primeros años de vida en su ciudad natal y en 1984 se mudó a Bogotá para estudiar derecho y perseguir una carrera en la actuación. Tras participar en series televisivas como Pero sigo siendo El Rey, El Faraón, Camelias al desayuno o Los cuervos, logró su primer papel protagónico en 1987 en la telenovela: Lola Calamidades de R.T.I. También protagonizó Tentaciones. En 2011 fundó junto con su esposo el también actor Toto Vega el Festival de Cine Verde de Barichara FESTIVER del que ha sido directora y productora. Vega falleció en 2022 durante la realización del festival. El 30 de mayo de 2023 asumió la gerencia del sistema estatal de medios Radio Televisión Nacional de Colombia, durante el gobierno de Gustavo Petro.Hasta el año 2024 cuando le solicita la renuncia.

## Biografía
A los siete años de edad, mientras realizaba sus estudios de educación básica primaria, una profesora le preguntó qué quería ser cuando fuese adulta, Nórida respondió sin dudas que quería ser actriz. Durante el tiempo de educación primaria y secundaria lideró eventos culturales en la institución a la que asistía. Su inspiración fue la actriz colombiana Alcira Rodríguez† (tía de Nórida), quien le enviaba disfraces desde Bogotá los cuales usaba indistintamente: unas veces se disfrazaba de enfermera, en otras ocasiones de dama antigua y en otras tantas de ama de casa.
Durante sus estudios secundarios, en época de vacaciones, acompañaba a su tía Alcira† a las grabaciones. Es así como se dio a conocer en el ámbito actoral, hasta que un día el actor colombiano Luis Fernando Orozco la contactó para realizar un espectáculo en un café concierto en la ciudad de Cartagena. A los 16 años debutó en la telenovela Pero sigo siendo El Rey, siendo convocada por Julio César Luna, director de la misma.
Es abogada egresada de la Universidad de La Sabana, sin embargo no ha ejercido como tal ya que ha trabajado como actriz desde muy joven. Sus estudios universitarios los realizó para cumplir con el compromiso hecho con sus padres y consigo misma. En el 2010 se unió a la campaña Denunciando la Gran Minería en Colombia de la ONG «Reclame - Frente a la gran minería transnacional», la cual se opone a la explotación minera en el Páramo de Santurbán; realizando un video en el que se explica el proceso de minería y el proyecto de minería que se gestaba para dicho páramo.

## Filmografía

### Televisión
| Año  | Título                                                   | Personaje                                                                       |
| ---- | -------------------------------------------------------- | ------------------------------------------------------------------------------- |
| 1983 | Pero sigo siendo El Rey                                  | Anselma                                                                         |
| 1984 | El Faraón                                                | Camelia del Río                                                                 |
| 1985 | Camelias al desayuno                                     |                                                                                 |
| 1985 | Los cuervos                                              | Adriana Valente (hija de Asdrúbal Valente y de Mimi Granados. Esposa de Fausto) |
| 1986 | La U                                                     |                                                                                 |
| 1987 | Lola Calamidades                                         | Lola (protágonico)                                                              |
| 1988 | Al final del arco iris                                   |                                                                                 |
| 1988 | El segundo enemigo                                       | Teresa Guerrero                                                                 |
| 1988 | Hojas al Viento                                          |                                                                                 |
| 1990 | El lado oscuro del amor                                  |                                                                                 |
| 1990 | No juegues con mi vida                                   |                                                                                 |
| 1990 | Ojos de gato                                             | Cristina                                                                        |
| 1990 | Señora bonita                                            | María de los Ángeles                                                            |
| 1991 | Sombra de tu sombra                                      |                                                                                 |
| 1992 | La hija de nadie                                         | Alma Rosa                                                                       |
| 1992 | La mujer doble                                           | Marina                                                                          |
| 1992 | Mientras llueve                                          | Celina Valdivia                                                                 |
| 1994 | Solo una mujer                                           | Estefanía de Ponce                                                              |
| 1995 | Tentaciones                                              | Demonia Salomé (Protagonista)                                                   |
| 1996 | Las ejecutivas                                           | Susana                                                                          |
| 1997 | Carolina Barrantes                                       | Madre Adoptiva de Carolina                                                      |
| 1997 | Las marías                                               |                                                                                 |
| 1998 | La madre                                                 | Graciela «Gegé» González                                                        |
| 1999 | Me llaman Lolita                                         | Alicia Collazos                                                                 |
| 2000 | La baby sister                                           | Leticia de Díaz                                                                 |
| 2001 | María Madrugada                                          | Loló Suárez                                                                     |
| 2002 | Pedro el escamoso                                        | Margarita Méndez                                                                |
| 2003 | Un ángel llamado Azul                                    | Deborah Niño                                                                    |
| 2005 | El pasado no perdona                                     |                                                                                 |
| 2005 | Merlina, mujer divina                                    | Anastacia "Ana" de González                                                     |
| 2006 | Así es la vida                                           |                                                                                 |
| 2007 | La marca del deseo                                       | Leoparda                                                                        |
| 2007 | Mujeres asesinas Capítulo: «Candela: esposa improvisada» | Candela                                                                         |
| 2008 | Las trampas del amor                                     | Aurora Cortés                                                                   |
| 2009 | Amor en custodia                                         | Inés Sánchez                                                                    |
| 2012 | El día de la suerte                                      | Perla Ruiz                                                                      |
| 2014 | Palabra de Ladrón                                        | Mercedes Cortés                                                                 |
| 2020 | El juicio del Conde                                      |                                                                                 |
| 2021 | Emma Reyes: La huella de la infancia                     |                                                                                 |

## Teatro
| Año  | Obra              | Personaje | Dirección                             |
| ---- | ----------------- | --------- | ------------------------------------- |
| 1990 | Esto arde         |           | Antonio Corrales (Teatro la Baranda)  |
| 1993 | Entre nosotras    |           | Manuel José Álvarez (Teatro Nacional) |
| 2001 | «Stand-Up Comedy» |           | Gótica y Guadalupe Bar                |

## Cine
| Año  | Película                                             | Personaje | Director           |
| ---- | ---------------------------------------------------- | --------- | ------------------ |
| 1996 | L'enfant du bout du monde (Película para televisión) | Mariasol  | Christian Faure    |
| 2001 | Bogotá 2016                                          | Carola    | Alessandro Basile  |
| 2002 | Te busco                                             |           | Ricardo Coral      |
| 2005 | Penélope                                             |           | Germán Marín       |
| 2012 | Armero                                               |           | Christian Mantilla |

## Premios y nominaciones

### Premios TVyNovelas
| Año  | Categoría               | Telenovela o Serie | Resultado |
| ---- | ----------------------- | ------------------ | --------- |
| 2003 | Mejor actriz antagónica | María Madrugada    | Ganadora  |
| 2010 | Mejor actriz de reparto | Amor en custodia   | Nominada  |